# Jules-Frédéric Ballavoine

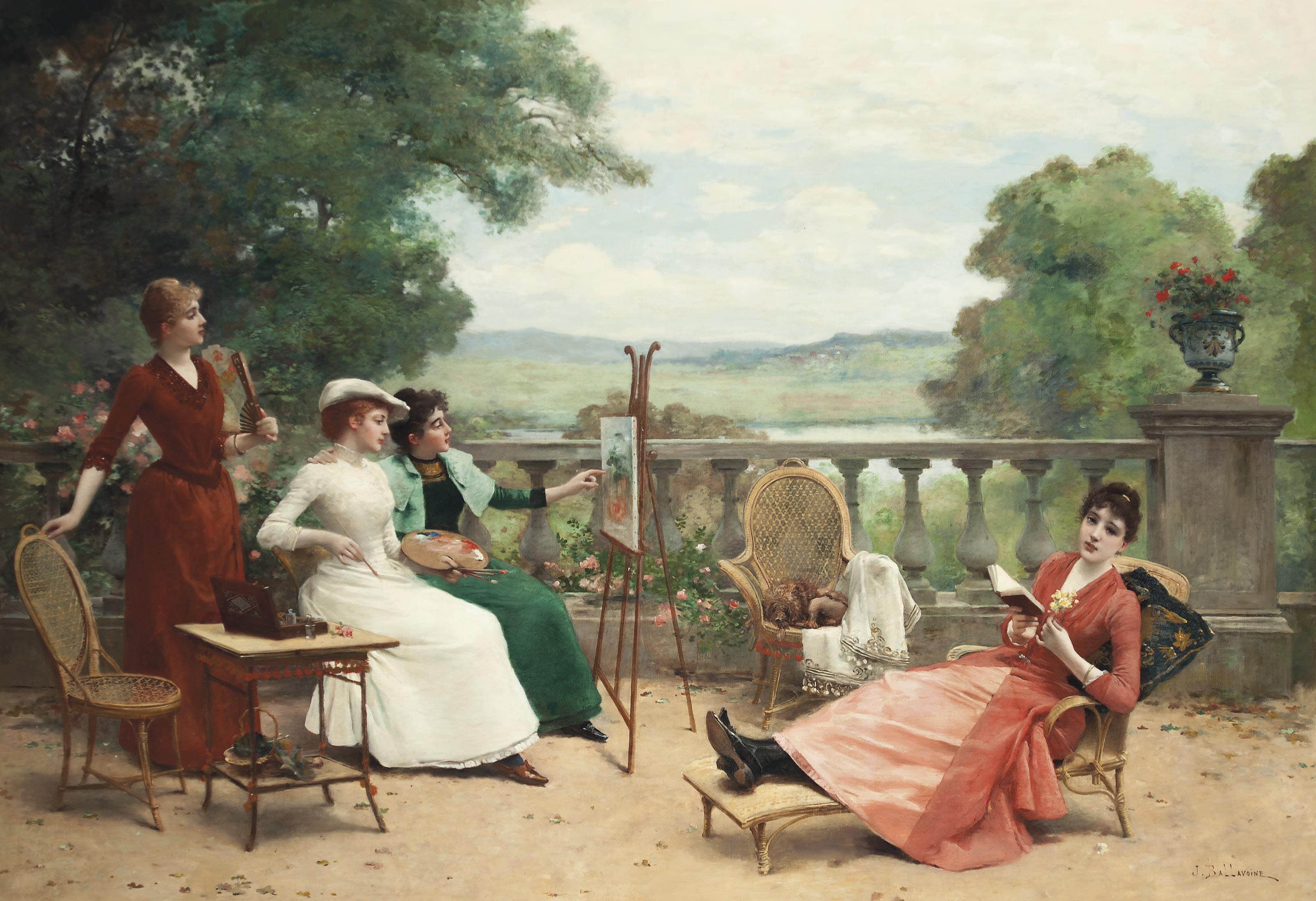
Die Kunststunde

Jules-Frédéric Ballavoine (* 29. August 1842 in Paris; † 3. Februar 1914 in Asnières-sur-Seine) war ein französischer Porträt-, Akt- und Genremaler.
Über das Geburtsdatum von Jules-Frédéric Ballavoine streiten die Kunsthistoriker. Das von vielen Quellen angegebene Geburtsjahr 1855 ist unwahrscheinlich, da der junge Künstler schon 1865 auf dem Salon de Paris mit dem Gemälde „Eine verärgerte Ente“ debütierte. Das in diesem Artikel angenommene Geburtsjahr 1842 ist von glaubwürdigen Quellen, u. a. von der Deutschen Nationalbibliothek und der Library of Congress bestätigt.
Ballavoine trat 1863 in die Klasse der Isidore Pils an der École des beaux-arts de Paris ein.
Von 1865 bis 1911 stellte er seine Werke alljährlich im Salon de Paris aus. Er unterschrieb alle seine Werke „J. Ballavoine“. In seinen Ateliers unterrichtete er Schüler, u. a. Henri Julien Dumont.
Ein unbekannter russischer Adliger bestellte bei Ballavoine 1871 ein großformatiges Gemälde mit der Darstellung seines von ihm erlebten Traumes. Das Bild, das im nächsten Jahr auf dem Pariser Salon erschien, brachte dem Künstĺer 20.000 Goldfranken.
Auf der Weltausstellung Paris 1878 erhielt er eine lobende Erwähnung für ein Bild mit der Darstellung einer Familie, die im Freien mit dem Blick auf das Pariser Panorama am Tisch zu Mittag tafelt.
Er wurde ab 1879 zu den prestigeträchtigen Abendessen der Pariser Kunstelite eingeladen, das am 22. jedes Monats im Restaurant Le Brébant stattfand.